# Nai đỏ Trung Á

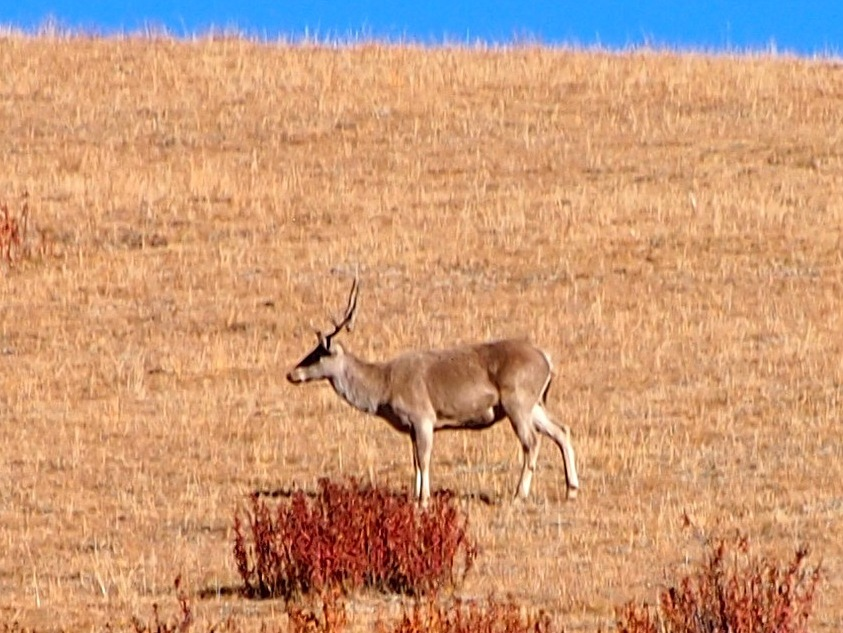
Nai đỏ Tây Tạng

Nai đỏ Trung Á là một phân nhóm phức hợp nguyên thủy của thuộc phân loài của loài nai sừng xám được tìm thấy ở rìa phía Nam và phía đông của cao nguyên Tây Tạng. Đôi khi nó được coi là một loài riêng biệt (Cervus wallichii). 

## Các loài
Nai đỏ Trung Á đã bao gồm truyền thống trong các loài hươu đỏ. Các nghiên cứu DNA gần đây tiến hành trên hàng trăm mẫu từ hươu và nai sừng tấm đỏ và phân loài được xác định rằng hươu đỏ và nai sừng tấm (hươu Bắc Mỹ) đại diện cho hai loài riêng biệt. Con nai đỏ Trung Á rơi rõ ràng vào nhánh nai sừng tấm, nhưng tạo thành một nhóm riêng biệt, mà đôi khi được đề nghị để được xem như một loài thứ ba của hươu Elaphine (Cervus wallichii). Nai đỏ Trung Á bao gồm bốn phân loài, Nai đỏ Tây Tạng (Cervus canadensis wallichi), Nai Tứ Xuyên (Cervus canadensis macneilli), Nai đỏ Cam Túc (Cervus canadensis kansuensis) và Nai Kashmir (Cervus canadensis hanglu).